# Crash Team Rumble
Crash Team Rumble é um videogame multijogador online desenvolvido pela Toys for Bob e publicado pela Activision. Foi lançado em 20 de junho de 2023, para PlayStation 4, PlayStation 5, Xbox One e Xbox Series X/S . O jogo é o terceiro do gênero party lançado na série Crash Bandicoot, e traz vários membros de seu elenco como personagens jogáveis. A jogabilidade coloca duas equipes de jogadores uma contra a outra enquanto estocam frutas Wumpa enquanto impedem os esforços da equipe adversária

## Gameplay
Crash Team Rumble é um multijogador online, "estratégico & um jogo de plataformas" com um formato competitivo quatro contra quatro. Vários personagens de Crash Bandicoot são jogáveis, incluindo Crash, Cortex, Coco, Dingodile, Brio, a contraparte feminina de n. Tropy e Tawna. As equipes devem capturar mais Wumpa Fruit do que a outra equipe para reivindicar a vitória. Além de depositar sua própria fruta Wumpa em uma zona de desembarque, os jogadores também devem defender a zona de desembarque do oponente para impedi-los de depositar seu próprio suprimento.  Cada personagem tem habilidades e habilidades únicas com as quais lutar contra a equipe adversária. A lista de personagens é dividida em três papéis: "Blocker", "Booster" e "Scorer". O jogo apresenta um jogo multiplataforma.

## Marketing e lançamento
Em 7 de outubro de 2022, Activision entregou um pacote para influenciadores consistindo em uma caixa de pizza com um recibo anunciando o lançamento de Crash Bandicoot 4: It's About Time via Steam em 18 de outubro. Uma mensagem na parte inferior do recibo sugeria o anúncio de um novo título de Crash Bandicoot em 8 de dezembro, data do The Game Awards 2022. Na cerimônia de premiação, Crash Team Rumble foi anunciado por meio de um trailer de estreia, com lançamento previsto para 2023 para PlayStation 4, PlayStation 5, Xbox One e Xbox Series X/S. É o mais recente título de Crash Bandicoot desenvolvido pela Toys for Bob após Crash Bandicoot 4: It's About Time.
Em 21 de março de 2023, a Activision anunciou um lançamento de uma beta fechado de 20 a 24 de abril para aqueles que encomendaram o jogo, com um lançamento completo em 20 de junho.  a edição padrão inclui um passe de batalha para a primeira temporada, enquanto a edição de luxo inclui um passe de batalha adicional para a segunda temporada, um desbloqueio instantâneo de 25 níveis para a primeira temporada e um pacote de peles cosméticas e equipamentos.

## Recepção
Crash Team Rumble recebeu críticas "mistas ou médias", de acordo com o Agregador de críticas Metacritic.
Game Informer parecia que cada personagem era interpretado como seus homólogos principais, escrevendo: "Controlling Crash - ou um dos nove outros personagens iniciais da franquia - é maravilhoso". Destructoid criticou a monetização do jogo, mas elogiou o foco na agência do jogador: "Já vi muitas partidas em que jogadores individuais podem fazer a diferença de forma marcante, limpando um time inteiro ou".